# Севбо Платон Іванович
Платон Іванович Севбо (15 червня 1900  — жовтень 2001 , Київ ) — відомий конструктор і учений довгий час очолював підрозділ інституту електрозварювання Є. О. Патона. Лауреат Сталінської премії за видатні винаходи і корінні удосконалення методів виробничої роботи І ступеня (1946, за роботи 1943—1944 років).

## Біографія
У 1937 році його запросив в Інститут електрозварювання академік Є. О. Патон. У комплексній програмі розвитку зварювання, розробленої Євгеном Оскаровичем, велике місце відводилося автоматизації технології.
Платон Іванович до того часу встиг закінчити духовну семінарію, попрацювати сільським учителем і вже під час навчання в КПІ працював в промисловості (техніком, конструктором, завідувачем КБ заводу). Його батька — священика, сільського вчителя — розстріляли. Коли винуватими за провал планів п'ятирічки в чотири роки оголосили «старих спеців», розправу над Севбо зупинили робітники заводу, що любили начальника за добре ставлення і високу ерудицію.
«Він помер у жовтні 2001 року, переступивши столітній вік. На його могилі на Лісовому кладовищі високий хрест і напис: „Вчений, винахідник, мислитель, мандрівник. Улюблений усіма, прожив щасливе життя і пішов з нього з миром. — Люблячі діти, внуки, правнуки, друзі, колеги“»: уривок з книги спогадів Платона Івановича Севбо[уточнити].
Він прожив яскраве і цікаве життя, зберіг відмінну пам'ять, здатність радіти життю і творчо мислити, то до нього проявляють інтерес не тільки геронтологи.

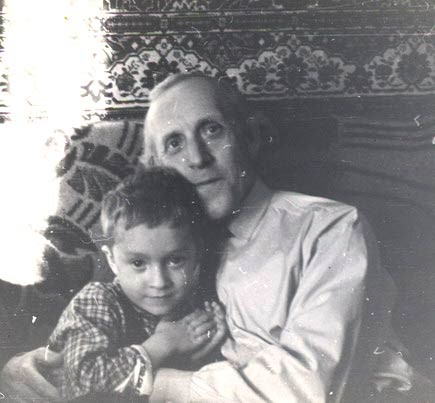
Платон Іванович Севбо зі своїм внуком- 1962 рік

## Наукова діяльність
Під керівництвом Севбо працювали кілька сотень конструкторів. Очолюючи Державну кваліфікаційну комісію із захисту дипломних проектів, він дав путівку в життя багатьом випускникам КПІ, за його книжками вчилися проектувати зварювальне обладнання не тільки в колишньому Радянському Союзі, а й у далекому зарубіжжі. У тому, що багато років приїжджали з усього світу промисловці і колеги-зварники називали Київ «Меккою зварювання», — чимала заслуга і Платона Севбо.
Щоб оцінити по достоїнству заслуги П. Севбо, слід згадати, що зварювальне обладнання назавжди пов'язане з ім'ям Севбо.
Протягом декількох десятиліть автоматизувати процес дугового зварювання намагалися у багатьох країнах. До середини 30-х років першого успіху досягла американська фірма «Лінде».
Малочисельний колектив «молодого» Інституту зварювання в найкоротші терміни створив вітчизняний спосіб швидкісного автоматичного зварювання, а секрети технології Євген Оскарович Патон видав у першій в світі книзі на цю тему.
В грудні 1940 року було прийнято урядову постанову про впровадження швидкісного автоматичного зварювання під флюсом, і вже через півроку апарати Севбо використовувались у двадцяти найбільших машинобудівних заводах Радянського Союзу.
Німецько-радянська війна стала випробуванням ідей Патона. На прохання директора Інститут електрозварювання був евакуйований в Нижній Тагіл і розмістився на «Уралвагонзаводі». Незабаром туди прибув з Харкова танкобудівний завод ім. Комінтерна. У всьому світі танки зварювали вручну — занадто примхлива була броньована сталь і занадто складною була конструкція корпусу.
Т-34 став об'єктом пильної уваги патонівців. Поки йшов пошук нової технології, невелике конструкторське бюро на чолі з Севбо розробило 20 типів установок для зварювання вузлів середніх і важких танків. Виробництво танків було поставлено на потокові лінії, основою яких стали автозварювальні установки. Продуктивність виготовлення корпусів машин зросла у 8 разів. Біля автоматів працювали вчорашні фезеушники. Уже до кінця 1942 року радянська армія почала отримувати більше танків, ніж німецька, на озброєння якої працювала промисловість не тільки Німеччини, а й окупованих країн.
У «Спогадах солдата» танковий генерал Гудеріан після війни напише, що його пропозиція фірмі Круппа скопіювати Т-34 було відкинуто тому, що «конструкторів бентежила […] неможливість випуску з необхідною швидкістю найважливіших деталей Т-34». Проте, до кінця війни в Німеччині не опанували швидкісного зварювання. Тільки в США до кінця 1944 з'явилася подібна технологія.
Ще йшла війна, а патонівський інститут повернувся до Києва. Ще на Уралі Патон переорієнтував колектив на вирішення завдань відновлення економіки країни — основний напрям на новий підхід до проектування машин, засобів транспорту, мостів, заснований на максимальному застосуванні автозварювання. Обладнання, створене П. Севбо та іншими конструкторами, компенсувало брак тисяч кваліфікованих фахівців, забезпечило економію електроенергії, металу. 
Коли відкрилася «залізна завіса», західні колеги з подивом виявили, що в Радянському Союзі є технології, які їм ніяк не вдавалося розробити. Одним з перших зварників на Міжнародну виставку в Ганновер поїхав Платон Іванович. Одного разу до стенда з його апаратами підійшов представник фірми Круппа. Не приховуючи захоплення, він звернувся до головного конструктора: «Ми купили б ваш інститут або хоча б окремих фахівців за будь-які гроші, але шкода …». Він не договорив, кивнув головою і розчинився в натовпі.

## Вислови про нього
Скупий на похвали Є. Патон написав про нього в мемуарах: «Довго мені не вдавалося знайти відповідну людину, якому по плечу б довелося керівництво конструкторським бюро. Нарешті його очолив Платон Іванович Севбо, інженер-механік з великим стажем, людина вдумлива й серйозна. На нього можна було покластися».
2001 рік — в ювілейній статті журнал «Автоматическая сварка» писав про П. Севбо: «Учителем і керівником він був суворим, але справедливим. Категоричність оцінок дивовижним чином поєднувалася у нього з турботою про молодих колег, увагою до задумів і успіхам кожного. Вчив Платон Іванович не тільки мистецтву конструктора, а й широті мислення, самостійності та відповідальності, інженерної та людської порядності».
Це навдивовижу багатогранна особистість: учений, винахідник і конструктор, мислитель і турист-байдарочник, людина високої моральності і непересічного інтелекту.

## Нагороди
У 1943 році Є. Патон першим з українських академіків був удостоєний звання Героя Соціалістичної Праці. У 1946 році робота Платона Івановича Севбо була відзначена Сталінською премією за видатні винаходи і корінні удосконалення методів виробничої роботи I ступеня (за роботи 1943—1944 років) — за докорінне удосконалення технології та організацію високопродуктивного поточного методу виробництва середніх танків при значній економії матеріалів, робочої сили і зниження собівартості. У 1943 році Севбо став кандидатом технічних наук.
Діяльність П. Севбо є відмічена орденами «За заслуги» ІІІ ступеня (2000), Трудового Червоного Прапора (1943) та «Знак Пошани», медалями.
У сотий день народження ювіляра привітали і вручили йому орден «За заслуги» ІІІ ступеня Борис Євгенович Патон, представники адміністрації Президента України, міськради Києва, представники ЗМІ та найближчі соратники.

## Праці
Автор монографій, статей, винаходів на проектування зварювального обладнання та комплексної механізації зварювального виробництва, що є основою для теперішніх та майбутніх фахівців-конструкторів.
- Комплексная механизация и автоматизация сварочных процессов / П. И. Севбо; АН УССР. — Киев: Наукова думка, 1964. — 86 с. (рос.)
- Конструирование и расчет механического сварочного оборудования / П. И. Севбо; АН УССР. — Киев: Наукова думка, 1978. — 398 с. — (НТП. Наука и технический прогресс). — Библиогр.: с. 396—397 (17 назв.) (рос.)

#### Патент
«Спосіб виготовлення великогабаритних посудин високого тиску»
Автори патента
- Севбо Платон Іванович
- Пилишенко Ігор Семенович
- Гашенко Валерій Степанович
- Дубенко Григорій Петрович
- Раєвський Георгій Володимирович

Винахід належить до галузі виробництва посудин високого тиску, зокрема, багатошарових рулонованих. Відомий спосіб виготовлення багатошарових посудин з окремих смуг рулонної сталі з наступним зварюванням намотаних по спіралі смуг, і необхідно отриману прокаткою смугову сталь збільшувати попереднім зварюванням, що збільшує трудомісткість виготовлення судин і зменшує їхню експлуатаційну надійність.
Метою винаходу є підвищення надійності і зниження трудомісткості виготовлення.